# Mi Teleférico

Схема сети на 2020 год

Mi Teleférico (с исп. — «Моя кабинка») — крупнейшая в мире городская сеть канатных дорог Ла-Паса, главного города Многонационального государства Боливия. Единственная такая система в мире, которая стала не дополнением к существующей транспортной инфраструктуре мегаполиса, а её несущим каркасом. Обслуживает городскую агломерацию, включающую в себя также верхнюю часть Ла-Паса, ставшую в 1985 году отдельным городом Эль-Альто.
По состоянию на начало 2022 года сеть однокабельных воздушных канатных дорог состоит из десяти линий общей длиной 30,5 километров, 26 станций на них, в том числе восьми пересадочных и двух узловых (пересадка с трёх линий). Ещё одна линия и четыре станции находятся в стадии строительства. 1398 кабинок, рассчитанных на десять сидячих мест и следующих со скоростью около 20 километров в час, отправляются каждые 12 секунд. Пропускная способность каждой линии, таким образом, составляет 3 тысячи пассажиров в час. Перевозки осуществляются с 6 до 23 часов, билет на проезд по одной линии стоит 3 боливиано при входе и 2 боливиано при пересадке с другой линии. Канатные дороги интегрированы с муниципальным пассажирским автобусом, а также с фуникулёром на станции Obrajes.

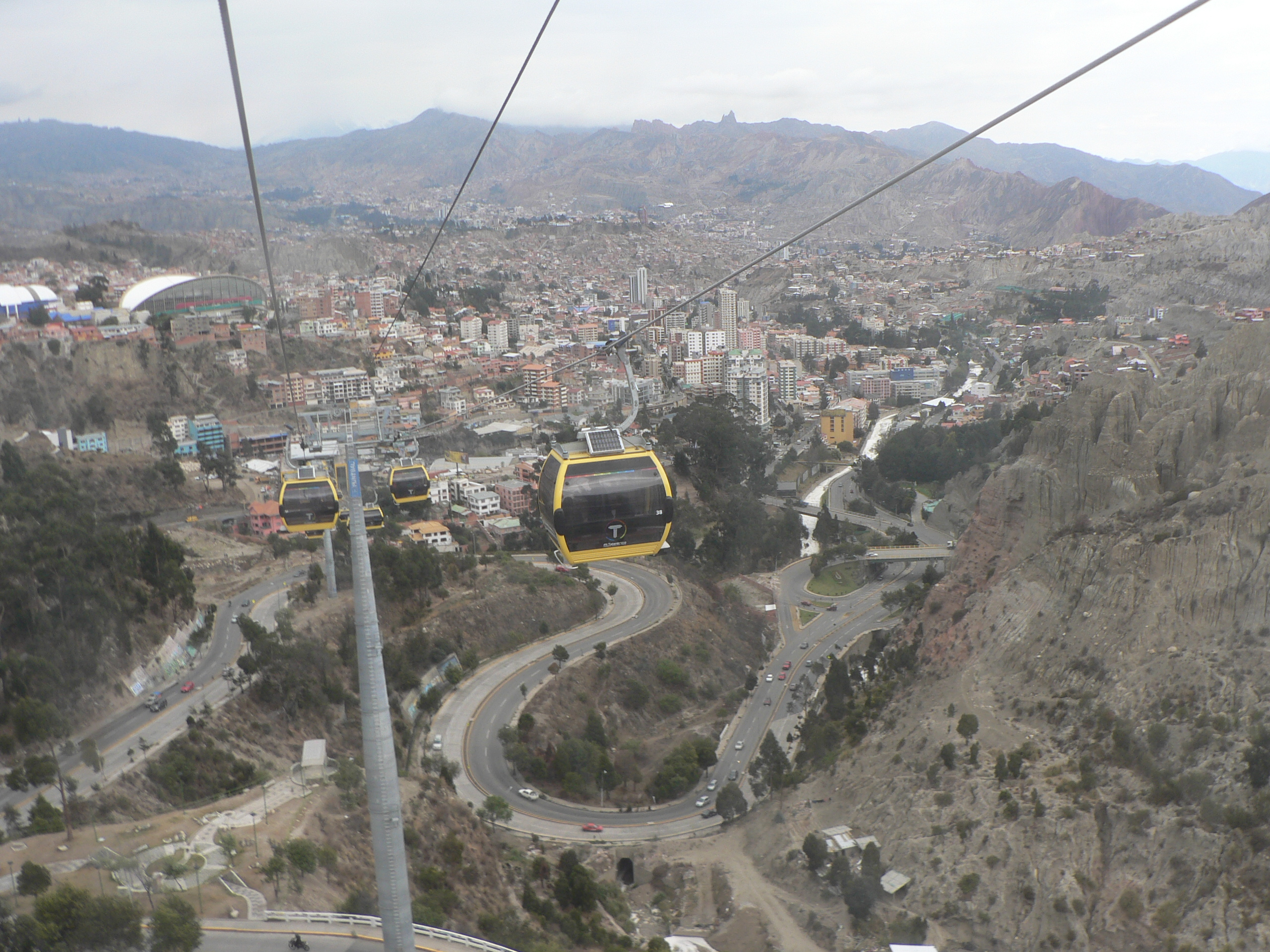
Жёлтая линия — одна из трёх, связывающих Ла-Пас и Эль-Альто

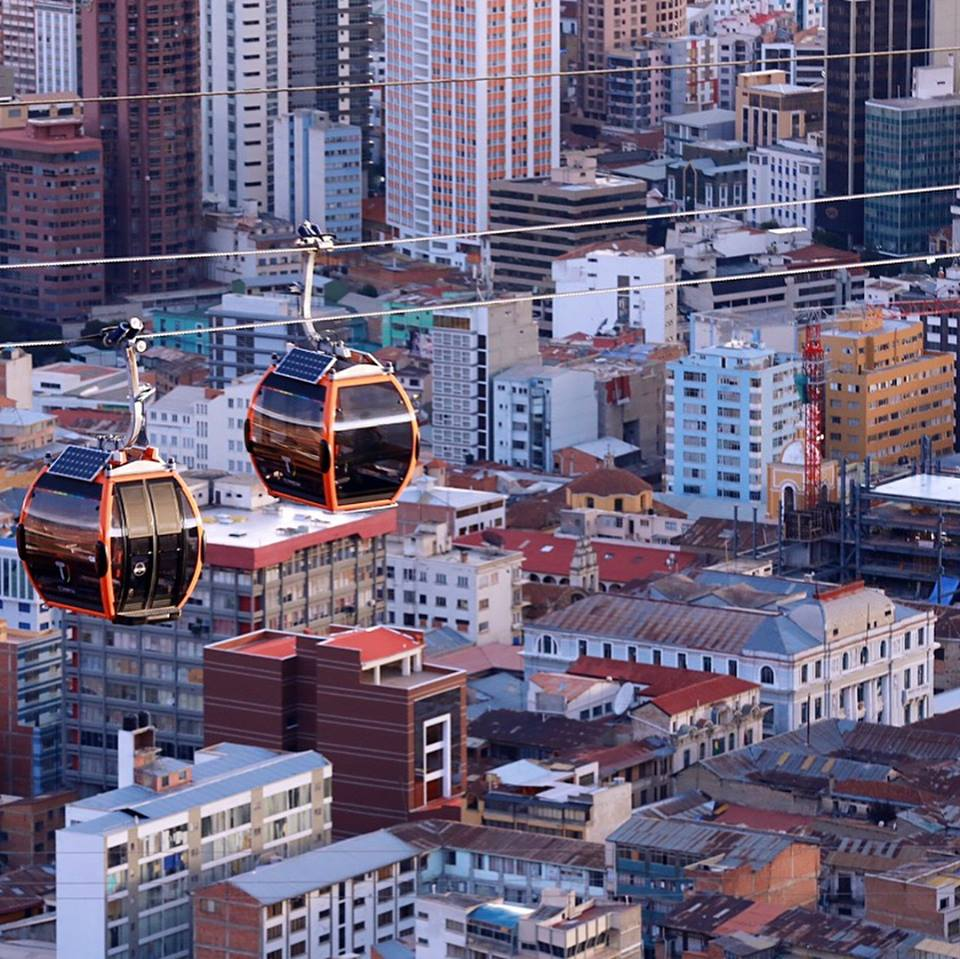
Кабинки оранжевой линии над городом

Создание уникальной системы решило ряд транспортных проблем столицы, связанных с её горным рельефом. В частности, высотный перепад между Ла-Пасом и Эль-Альто составляет около 400 метров. Ранее города были связаны лишь узкими извилистыми автодорогами, переезд из одной части агломерации в другую был долог и дорог, в том числе для государства, субсидирующего топливо. От перегруженности дорог и бесконечных пробок страдала и экологическая ситуация региона.
Идея о соединении нижней и верхней части Ла-Паса канатной дорогой родилась ещё в 1970-е годы. Серьёзно занялись её технико-экономическим обоснованием в 1990-е. Проект не был единодушно поддержан, возражения были связаны с небольшой пассажировместимостью этого вида транспорта, загрязнением архитектурной среды (ухудшение видов на памятники архитектуры), потерей работы водителями автобусов и маршруток. На муниципальных выборах 1993 года будущий мэр Ла-Паса Моника Медина сделала канатную дорогу одним из своих предвыборных обещаний, именно тогда впервые заговорили уже не об одной линии, а о целой сети с узловым пересадочным пунктом на холме Лайкакота.
В июле 2012 года президент Боливии Эво Моралес подал в парламент законопроект о строительстве канатной дороги, соединяющей Эль-Альто с центром и югом Ла-Паса. Проект финансировался за счёт внутреннего кредита Центрального банка.
Красная, жёлтая и зелёная линии, получившие цвета государственного флага, были открыты 30 мая 2014 года. Уже в этот момент Ла-Пасская городская сеть канатных дорог стала крупнейшей в мире. В 2018 году запустили фиолетовую линию с самой высокогорной станцией канатной дороги в мире Jach’a Thaki, расположенной на высоте 4100 метров над уровнем моря. 9 мая 2019 года десятая по счёту серебристая линия, целиком расположенная в Эль-Альто, замкнула кольцевой маршрут, завершив второй этап развития транспортной системы.